# Marika Green
Pour les articles homonymes, voir Green.
Marika Green (prononcer /gʁeːn/) est une actrice franco-suédoise, née le 21 juin 1943 à Stockholm.

## Biographie

### Famille
Marika Nicolette Green nait le 21 juin 1943 à Södermalm (dans le comté de Stockholm) d'un père photographe suédois, Lennart Green (1911-2007) et d'une mère française, Jeanne Green-Le Flem (1912-2007). Elle est la petite-fille du compositeur breton Paul Le Flem
,
la belle-sœur de l'actrice Marlène Jobert et la tante de l'actrice Eva Green.

| Paul Le Flem 1881—1984 | Paul Le Flem 1881—1984 | Paul Le Flem 1881—1984 | Paul Le Flem 1881—1984 | Paul Le Flem 1881—1984   | Paul Le Flem 1881—1984   |                          |                          | Jeanne Even 1886-1964    | Jeanne Even 1886-1964    | Jeanne Even 1886-1964 | Jeanne Even 1886-1964 | Jeanne Even 1886-1964   | Jeanne Even 1886-1964   |                         |                         |                         |                         |  |  |                      |                      |                      |                      |                      |                      |
| Paul Le Flem 1881—1984 | Paul Le Flem 1881—1984 | Paul Le Flem 1881—1984 | Paul Le Flem 1881—1984 | Paul Le Flem 1881—1984   | Paul Le Flem 1881—1984   |                          |                          | Jeanne Even 1886-1964    | Jeanne Even 1886-1964    | Jeanne Even 1886-1964 | Jeanne Even 1886-1964 | Jeanne Even 1886-1964   | Jeanne Even 1886-1964   |                         |                         |                         |                         |  |  |                      |                      |                      |                      |                      |                      |
|                        |                        |                        |                        |                          |                          |                          |                          |                          |                          |                       |                       |                         |                         |                         |                         |                         |                         |  |  |                      |                      |                      |                      |                      |                      |
|                        |                        |                        |                        | Jeanne Le Flem 1912—2007 | Jeanne Le Flem 1912—2007 | Jeanne Le Flem 1912—2007 | Jeanne Le Flem 1912—2007 | Jeanne Le Flem 1912—2007 | Jeanne Le Flem 1912—2007 |                       |                       | Lennart Green 1911—2007 | Lennart Green 1911—2007 | Lennart Green 1911—2007 | Lennart Green 1911—2007 | Lennart Green 1911—2007 | Lennart Green 1911—2007 |  |  |                      |                      |                      |                      |                      |                      |
|                        |                        |                        |                        | Jeanne Le Flem 1912—2007 | Jeanne Le Flem 1912—2007 | Jeanne Le Flem 1912—2007 | Jeanne Le Flem 1912—2007 | Jeanne Le Flem 1912—2007 | Jeanne Le Flem 1912—2007 |                       |                       | Lennart Green 1911—2007 | Lennart Green 1911—2007 | Lennart Green 1911—2007 | Lennart Green 1911—2007 | Lennart Green 1911—2007 | Lennart Green 1911—2007 |  |  |                      |                      |                      |                      |                      |                      |
|                        |                        |                        |                        |                          |                          |                          |                          |                          |                          |                       |                       |                         |                         |                         |                         |                         |                         |  |  |                      |                      |                      |                      |                      |                      |
|                        |                        |                        |                        |                          |                          |                          |                          |                          |                          |                       |                       |                         |                         |                         |                         |                         |                         |  |  |                      |                      |                      |                      |                      |                      |
|                        |                        |                        |                        | Marika Green 1943—       | Marika Green 1943—       | Marika Green 1943—       | Marika Green 1943—       | Marika Green 1943—       | Marika Green 1943—       |                       |                       | Walter Green            | Walter Green            | Walter Green            | Walter Green            | Walter Green            | Walter Green            |  |  | Marlène Jobert 1940— | Marlène Jobert 1940— | Marlène Jobert 1940— | Marlène Jobert 1940— | Marlène Jobert 1940— | Marlène Jobert 1940— |
|                        |                        |                        |                        | Marika Green 1943—       | Marika Green 1943—       | Marika Green 1943—       | Marika Green 1943—       | Marika Green 1943—       | Marika Green 1943—       |                       |                       | Walter Green            | Walter Green            | Walter Green            | Walter Green            | Walter Green            | Walter Green            |  |  | Marlène Jobert 1940— | Marlène Jobert 1940— | Marlène Jobert 1940— | Marlène Jobert 1940— | Marlène Jobert 1940— | Marlène Jobert 1940— |
|                        |                        |                        |                        |                          |                          |                          |                          |                          |                          |                       |                       |                         |                         |                         |                         |                         |                         |  |  |                      |                      |                      |                      |                      |                      |
|                        |                        |                        |                        |                          |                          |                          |                          |                          |                          |                       |                       |                         |                         |                         |                         |                         |                         |  |  |                      |                      |                      |                      |                      |                      |
|                        |                        |                        |                        |                          |                          |                          |                          |                          |                          |                       |                       | Eva Green 1980—         | Eva Green 1980—         | Eva Green 1980—         | Eva Green 1980—         | Eva Green 1980—         | Eva Green 1980—         |  |  | Joy Green            | Joy Green            | Joy Green            | Joy Green            | Joy Green            | Joy Green            |

Elle a 10 ans quand, en 1953, sa famille et elle partent vivre en France.

### Actrice
C'est à l'âge de 16 ans qu'elle obtient son premier rôle dans le film Pickpocket de Robert Bresson.
Elle est ensuite remarquée par un second rôle dans Emmanuelle de Just Jaeckin en 1974.

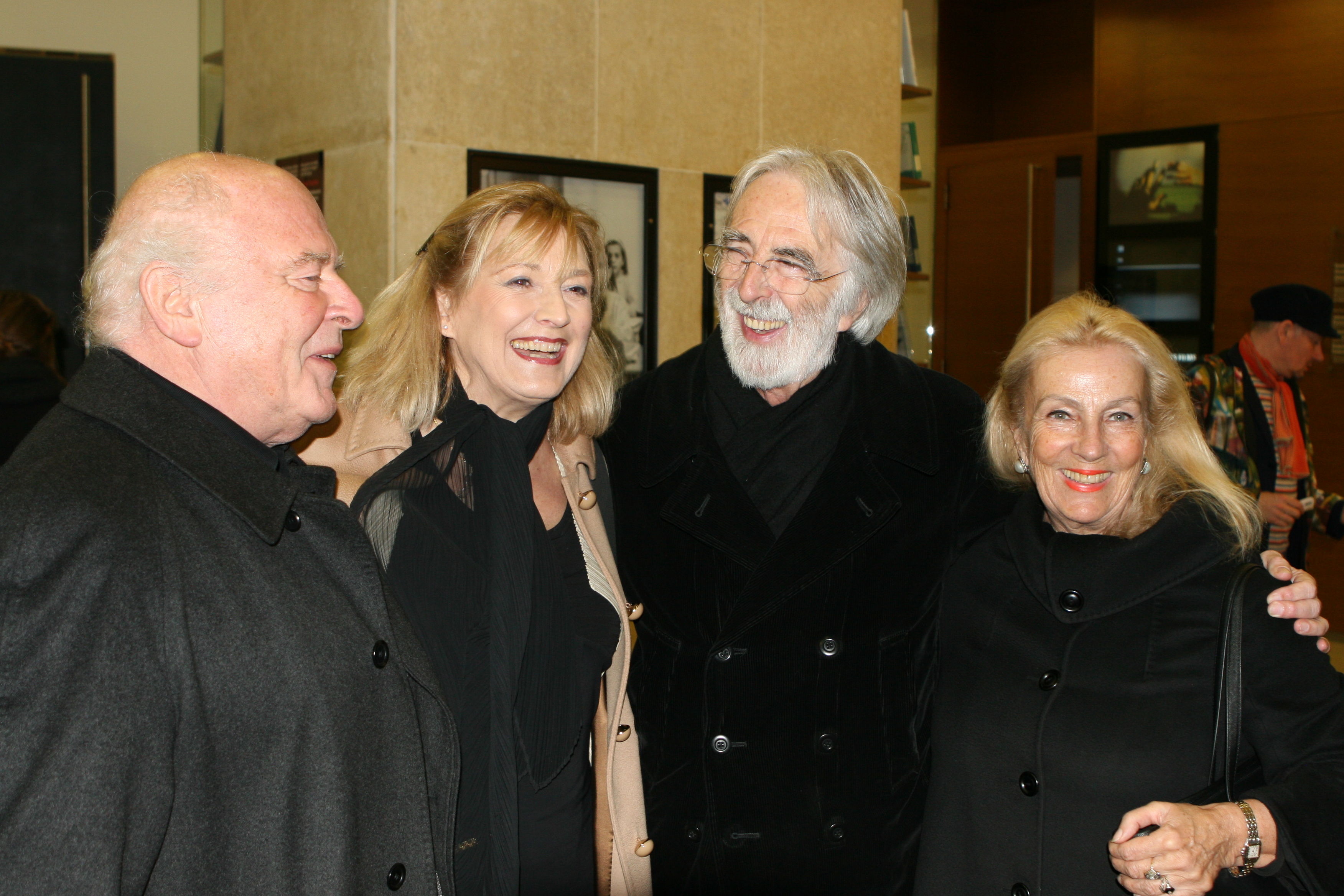
De gauche à droite : Christian Berger, Marika Green, Michael Haneke, son épouse Susanne Haneke (2013).

Elle tourne Hanna en mer en 1991, du réalisateur et chef opérateur Christian Berger, qui devient ensuite son mari.

### Exposition
En 2010, elle fait une proposition à la galerie Catherine-Houard pour présenter un siècle de photographie dans sa famille.

## Filmographie

### Cinéma
- 1959 : Pickpocket, de Robert Bresson : Jeanne
- 1962 : La Croix des vivants, d'Ivan Govar : Gretel
- 1964 : Le Récit de Rebecca, court métrage de Paul Vecchiali
- 1967 : Cinq Gars pour Singapour, de Bernard Toublanc-Michel : Monika Latzko
- 1968 : Bruno, l'enfant du dimanche, de Louis Grospierre : Denise
- 1968 : Le Bal des voyous, de Jean-Claude Dague
- 1968 : La Fille d'en face, de Jean-Daniel Simon : la fille d'en face
- 1969 : Le Passager de la pluie, de René Clément : l'hôtesse de Tania
- 1970 : Ils, de Jean-Daniel Simon (non créditée)
- 1972 : Galaxie, de Maté Rabinovsky : Anne Varèse
- 1973 : L'Affaire Crazy Capo de Patrick Jamain : Leonora, la prostituée
- 1974 : Emmanuelle, de Just Jaeckin : Bee
- 1974 : Dédé la tendresse, de Jean-Louis van Belle
- 1976 : La ville est à nous, de Serge Poljinsky : Caroline Chapot
- 1976 : À l'ombre d'un été, de Jean-Louis van Belle : Catherine
- 1977 : Un tueur, un flic, ainsi soit-il..., de Jean-Louis van Belle : Estella
- 1984 : French Lover (Until September), de Richard Marquand : la banquière
- 1988 : Nachsaison, de Wolfram Paulus : Wally
- 1991 : Hanna en mer, de Christian Berger
- 2015 : Vue sur mer (By the Sea), de Angelina Jolie : la vendeuse de la boutique de fringues

### Télévision
- 1960 : La Servante du passeur, téléfilm de Jean Kerchbron : Marthe
- 1961 : Flore et Blancheflore, téléfilm de Jean Prat : Blancheflore à 16 ans
- 1965 : Le Mystère de la chambre jaune (adapté du roman de Gaston Leroux), téléfilm de Jean Kerchbron : Mathilde Stangerson
- 1967 : Le Golem (adapté du roman de Gustav Meyrink), téléfilm de Jean Kerchbron : Myriam.
- 1968 : Koenigsmark (adapté du roman de Pierre Benoit), téléfilm de Jean Kerchbron : la princesse Aurore
- 1968 : Les Grandes Espérances (adapté du roman de Charles Dickens), téléfilm de Marcel Cravenne : Estella adulte
- 1969 : Une soirée au bungalow (adapté des romans de G.K. Chesterton, La Merveilleuse Aventure du major Brown et de Sheridan Le Fanu, Histoire d'une famille de Tyrone), téléfilm de Lazare Iglesis : Fanny
- 1969 : Les Enquêtes du commissaire Maigret de François Villiers, épisode La Nuit du carrefour : Else
- 1970 : Le Tribunal de l'impossible (série télévisée), épisode Un mystère contemporain, téléfilm de Alain Boudet : Geneviève
- 1973 : L'Alphoméga (mini série télévisée), 6 épisodes de Lazare Iglesis
- 1974 : Arsène Lupin (série télévisée), épisode La Demeure mystérieuse (adapté du roman de Maurice Leblanc), téléfilm de Jean-Pierre Desagnat : Régine
- 1974 : Les Flocons rouges, téléfilm de Bernard Maigrot : Doris
- 1974 : Le Juge et son bourreau, téléfilm de Daniel Le Comte : Anna Kepler
- 1978 : Jean-Christophe (adapté du roman de Romain Rolland), mini série télévisée (9 épisodes) de François Villiers
- 1979 : Histoires insolites (série télévisée), épisode Folies douces (adapté du roman de William Irish), de Maurice Ronet : Lisa
- 1980 : Papa Poule, mini-série (6 épisodes) de Roger Kahane : Liza
- 1981 : Caméra une première (série télévisée), épisode L'Âge d'aimer de Jean-François Delassus : Daphnée
- 1982 : Chambre vide à louer, téléfilm de Maté Rabinovsky : Micheline
- 1982 : L'Enlèvement de Ben Bella, téléfilm de Pierre Lefranc : l'épouse du commandant de bord
- 1983 : On ne le dira pas aux enfants, téléfilm de Philippe Ducrest
- 1984 : Le Château (adapté du roman de Franz Kafka), téléfilm de Jean Kerchbron : Barnabé
- 1986 : Grand hôtel, mini-série (6 épisodes) de Jean Kerchbron : Lady Gladys
- 1986 : Madame et ses flics (série télévisée), épisode Le Corbeau informatique de Roland-Bernard
- 1988 : Die wilden Kinder, téléfilm de Christian Berger
- 1995 : Bauernschach, téléfilm de Helmut Berger : Gerda

## Théâtre
- 1968 : Le Valet de Robin Maugham, adapté en français par Jacques Perry, mis en scène par Frith Banbury (en), avec Danièle Évenou, et Anne-Marie Azzopardi, au théâtre de la Renaissance[4]